# Филлипс, Джесс
Джессика «Джесс» Роуз Филлипс (англ. Jessica ‘Jess’ Rose Phillips, в девичестве Трейнор, Trainor, род. 9 октября 1981, Бирмингем) — британский политический деятель. Член Лейбористской партии. Член палаты общин Великобритании с 2015 года. Феминистка. Теневой министр по вопросам домашнего насилия и безопасности в теневом кабинете официальной оппозиции Кира Стармера с 2020 года.

## Биография
Родилась 9 октября 1981 года. Её отец Стюарт Трейнор (Stewart Trainor) был учителем. Её мать Джин Трейнор (в девичестве Маккай, Jean Mackay) была заместителем исполнительного директора конфедерацию Национальных служб здравоохранения (NHS) и председателем Трастового фонда охраны душевного здоровья Южного Бирмингема (South Birmingham Mental Health Trust). Её дедушка рисовал карикатуры на политика от Лейбористской партии Тони Бенна, и по признанию Джесс Филлипс, она и три её старших брата и сестры выросли в политически активной семье. В детстве Джесс Филлипс мечтала стать премьер-министром Великобритании. По признанию Джесс Филлипс:
Расти с моим отцом — всё равно что расти с Джереми Корбином.
Получила образование в школе короля Эдуарда VI для девочек на Кэмп-Хилл в Бирмингеме. В 2003 году окончила Лидcский университет, где изучала экономику, социальную историю и социальную политику. Позднее вернулась к учебе и поступила в Бирмингемский университет для получения диплома о высшем образовании в области управления государственным сектором.
Филлипс начала свою карьеру в компании своих родителей Health Links, которая специализировалась на проведении мероприятий для здравоохранения, социальной сферы и окружающей среды. В 2010 году присоединилась к Women's Aid, руководила приютами для домашнего насилия в Уэст-Мидлендсе.

## Политическая деятельность
Филлипс была членом Лейбористской партии, но покинула её в 2005 году в знак протеста против Иракской войны.
Перед выборами 2010 года вернулась в Лейбористскую партию и занялась местной политикой, начав кампанию в Кингс-Хит в Бирмингеме по борьбе с поджогами автомобилей.
В 2013 году была выбрана кандидатом от партии в избирательном округе Ярдли в Бирмингеме. По результатам парламентских выборов 2015 года избрана членом палаты общин, сменила депутата от либерал-демократов Джона Хемминга, набрав более 6500 голосов (более 40 %). На выборах лидера Лейбористской партии поддержала Иветт Купер, которая проиграла Джереми Корбину.
Стала личным секретарём Люси Пауэлл, теневого секретаря по вопросам образования в теневом кабинете официальной оппозиции. Вместе с Люси Пауэлл и другими переднескамеечниками (frontbenchers) подала в отставку из-за несогласия с руководством Джереми Корбина.
Филлипс продолжала критиковать Корбина за гендерный состав его теневого кабинета (в ответ на что другая лейбористка Дайан Эббот назвала её «лицемеркой») и за то, как он рассматривал обвинения членов партии в антисемитизме и в сексуальных домогательствах.

Однажды Филлипс заявила колумнисту The Guardian Оуэну Джонсу, стороннику Корбина: 
Когда вы [Корбин] причините нам больше вреда, чем пользы, я не буду вонзать вам нож в спину, я ударю вас спереди.
Филлипс входила в состав ряда комитетов парламента, в том числе комитета по делам женщин и равноправию.
Во время ежегодных дебатов в парламенте, посвящённых Международному женскому дню, Филлипс зачитывает список имён женщин, убитых партнёром, чтобы напомнить о домашнем насилии. Она также заявляет о количестве угроз в интернете, которые получают она и другие депутаты.
Из-за жёсткой позиции Филлипс неоднократно становилась объектом травли в интернете. В 2015 году получила множество угроз изнасилования в интернете из-за того, что высмеяла члена парламента от Консервативной партии Великобритании Филипа Дэвиса за попытку начать дебаты по введению Международного мужского дня. В своей речи Дэвис говорил о мужчинах-жертвах домашнего насилия, недостатке образования у представителей рабочего класса, о судебных процессах об опеке над детьми. Филлипс заявила:
Вам придется извинить меня за смех. Как единственная женщина в этом комитете я могу сказать, что каждый день — это Международный мужской день.
В 2016 году стало известно, что в её офисе организовали «паническую комнату» на случай нападения.
В 2016 году поддержала Оуэна Смита на выборах лидера Лейбористской партии, которые выиграл Джереми Корбин.
3 января 2020 года объявила себя кандидатом на выборах лидера Лейбористской партии. Начала кампанию в Гримсби, где Лейбористская партия проиграла выборы 2019 года. 21 января сняла свою кандидатуру, не сумев получить поддержки от профсоюзов или местных отделений Лейбористской партии. После избрания Кира Стармера лидером Лейбористской партии и парламентской оппозиции, 9 апреля 2020 года получила должность теневого министра по вопросам домашнего насилия и безопасности в теневом кабинете официальной оппозиции.
Написала две книги: Everywoman: One Woman’s Truth About Speaking the Truth (2017, права на телеэкранизацию куплены) и Truth to Power: How to Call Time on Bullsh*t, Speak Up & Make A Difference (2019).

## Личная жизнь
Замужем за бывшим инженером по лифтам Томом Филлипсом (Tom Phillips). Родила двоих сыновей.